# Казанцева, Александра Юрьевна
Александра Юрьевна Казанцева (родилась 17 ноября 1999) — российская регбистка, нападающая клуба «Енисей-СТМ» и женской сборной России по регби-7.

## Биография
Воспитанница СДЮСШОР «Буревестник». Первый тренер — Марат Минисламов. В клубе с 2017 года, выиграла с командой титул чемпионки России по регби-7 в том году, через год стала серебряным призёром. В 2016 году впервые вызвана в сборную России по регби-7 после выступления на юниорском чемпионате Европы (U-19) во Франции, где она занесла 5 попыток (25 очков) и стала вторым бомбардиром сборной — вызов для подготовки к этапу Мировой серии в Дубае. Участница одного из этапов чемпионата Европы 2018 года по регби-7 в составе сборной России, который россиянки выиграли. В 2019 году стала бронзовым призёром чемпионата по регби-15; в том же году выиграла со сборной России первый чемпионат Европы по снежному регби и была признана лучшим игроком турнира.